# Darwin Dam
Darwin Dam är en dammbyggnad i Australien. Den ligger i kommunen West Coast  och delstaten Tasmanien, i den sydöstra delen av landet, omkring 160 kilometer nordväst om delstatshuvudstaden Hobart. Den ligger vid sjön Lake Burbury.
Trakten runt Darwin Dam är nära nog obefolkad, med mindre än två invånare per kvadratkilometer.. Närmaste större samhälle är Queenstown, omkring 15 kilometer norr om Darwin Dam.
I omgivningarna runt Darwin Dam växer i huvudsak städsegrön lövskog. Genomsnittlig årsnederbörd är 2 407 millimeter. Den regnigaste månaden är september, med i genomsnitt 283 mm nederbörd, och den torraste är februari, med 92 mm nederbörd.